# Ian Stanley (Radsportler)
Ian Stanley (* 11. Januar 1963) ist ein ehemaliger jamaikanischer Radrennfahrer.

## Sportliche Laufbahn
Stanley war Bahnradsportler. Er war Teilnehmer der Olympischen Sommerspiele 1984 in Los Angeles. Im Punktefahren schied er aus. 
Im Sprint scheiterte er im Vorlauf an Gerhard Scheller aus Deutschland.